# Cours d'eau de la Sarthe
Le département de la Sarthe est parcouru par de nombreux cours d'eau. Les deux rivières principales sont la Sarthe et le Loir.

## Affluents du Loir

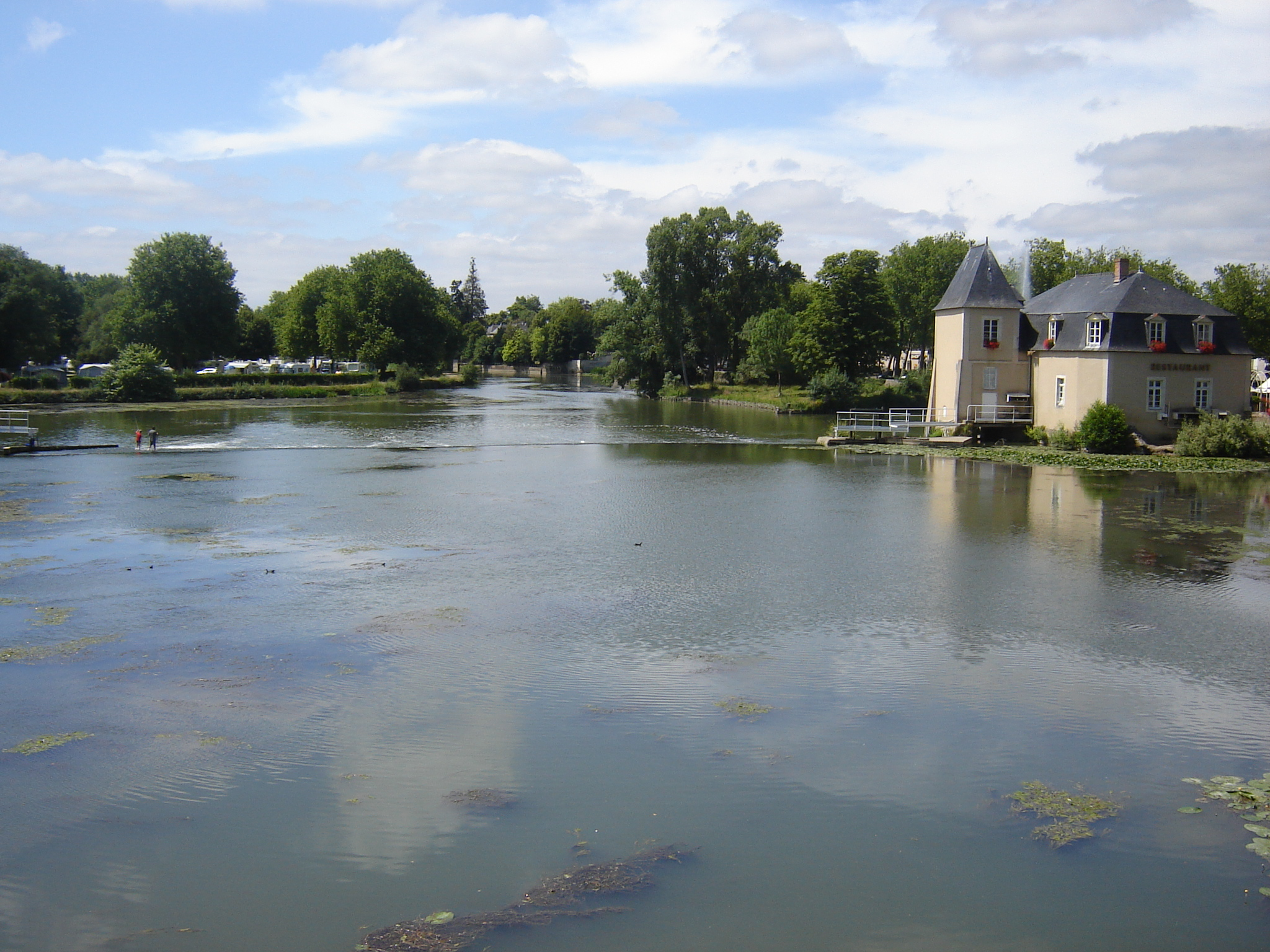
Le Loir à La Flèche, à hauteur du Pont des Carmes.

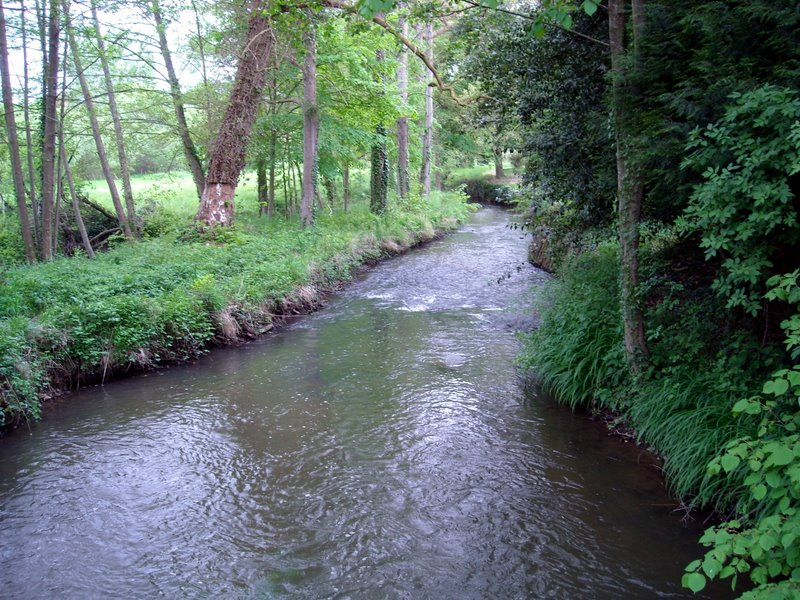
L'Aune à Luché-Pringé.

- Le Loir
  - La Braye
    - L'Anille, 27,3 km
    - Le Tusson, 32,6 km

  - Le Dauvers, 12,3 km
  - La Veuve, 26,1 km
    - L'Étangsort, 25,5 km

  - La Dême
  - Le Dinan, 17,3 km
  - La Pérauderie
  - L'Yre, 17,8 km
  - Le Gruau, 16,6 km
  - La Fare
  - La Maulne
  - La Marconne
  - Le Ris-Oui
  - L'Organne, 9 km
  - L'Aune, 29,7 km
    - Le Casseau, 13,8 km

  - Les Cartes
  - Le Carpentras, 12,5 km
  - Le Boulay, 5,4 km
  - Le Leuray, 9,4 km
  - Le Mélinais, 10 km
  - Le Bois 7,8 km

## Affluents de la Sarthe

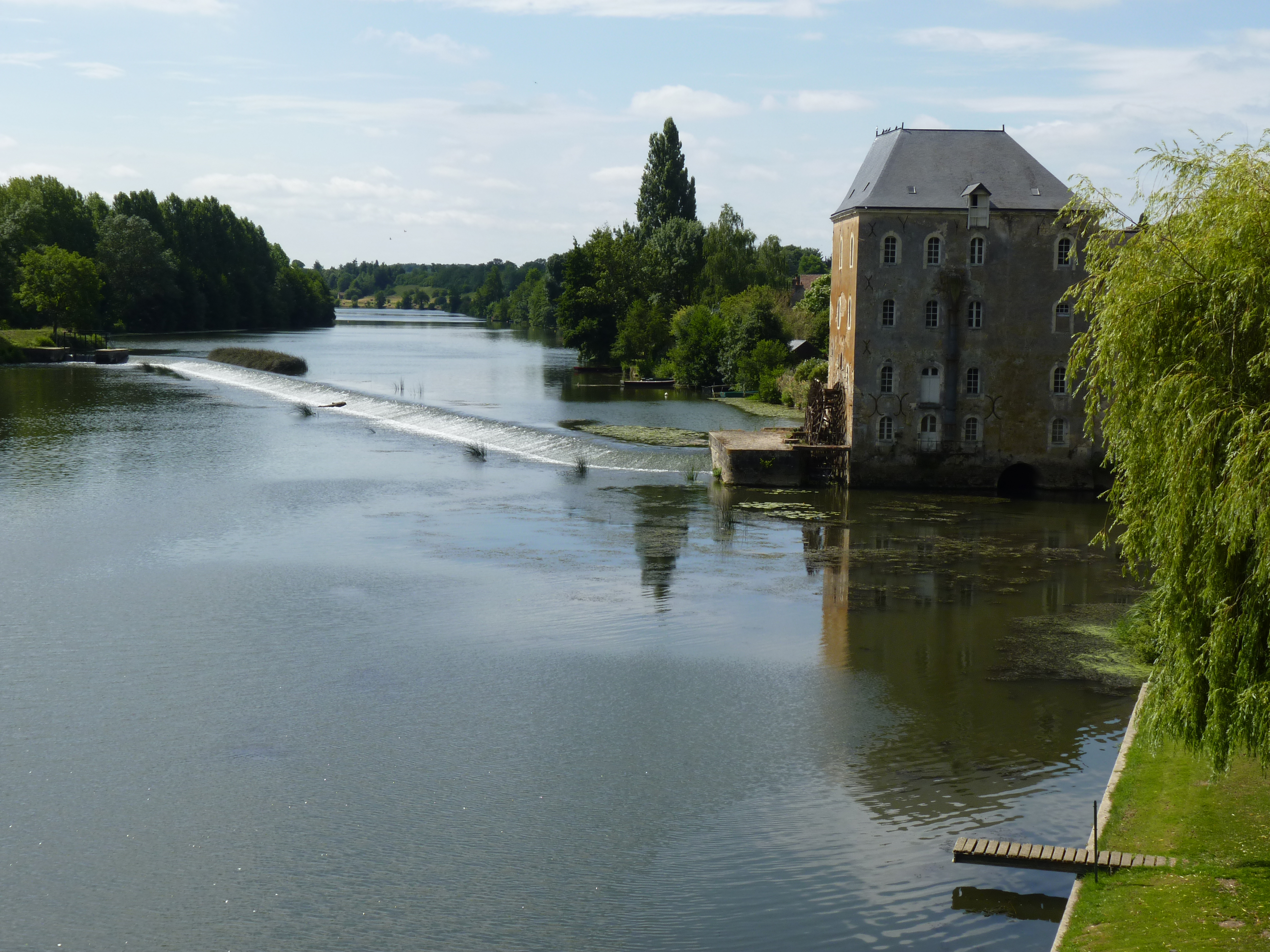
La Sarthe à Parcé-sur-Sarthe.

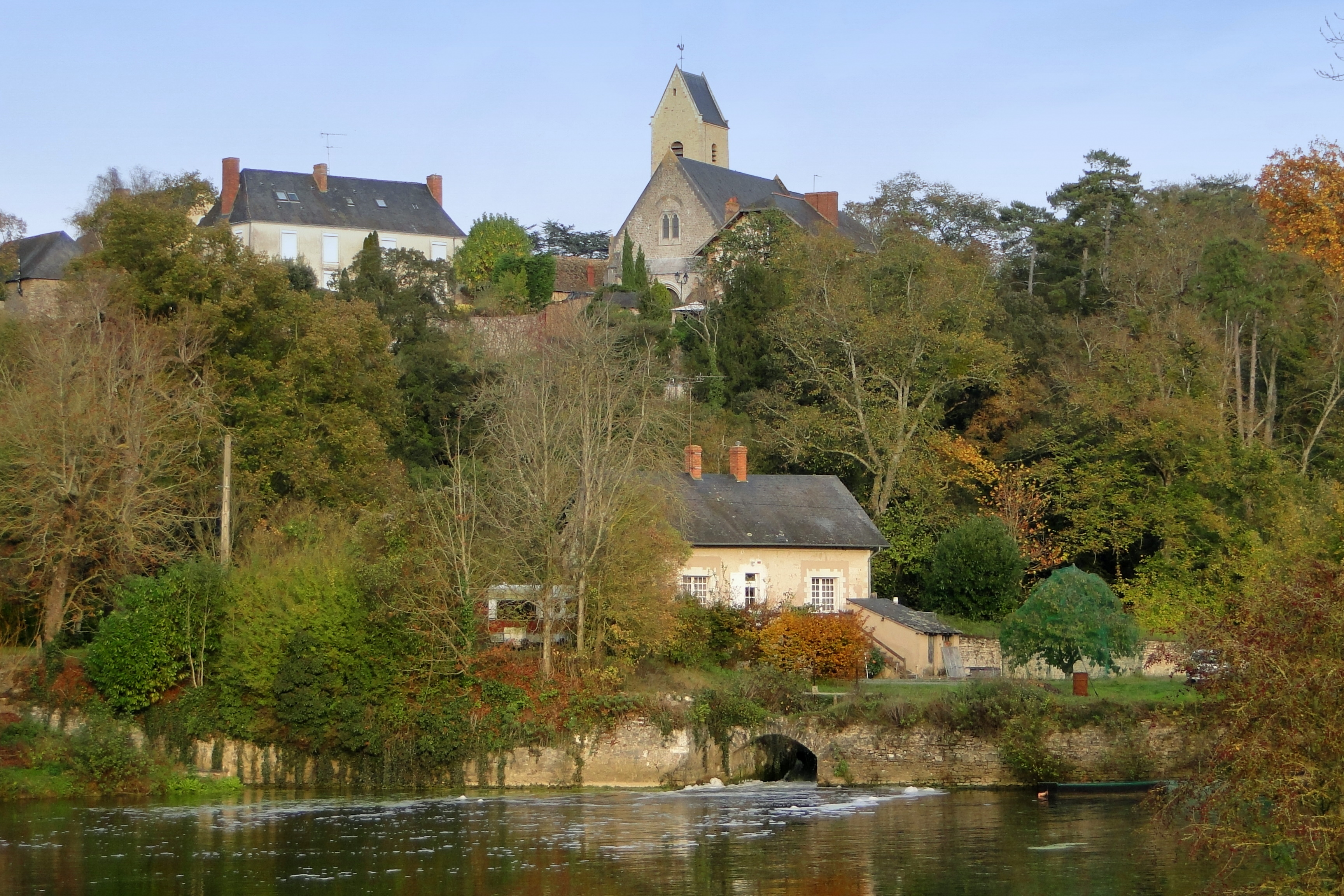
La Sarthe à Juigné-sur-Sarthe.

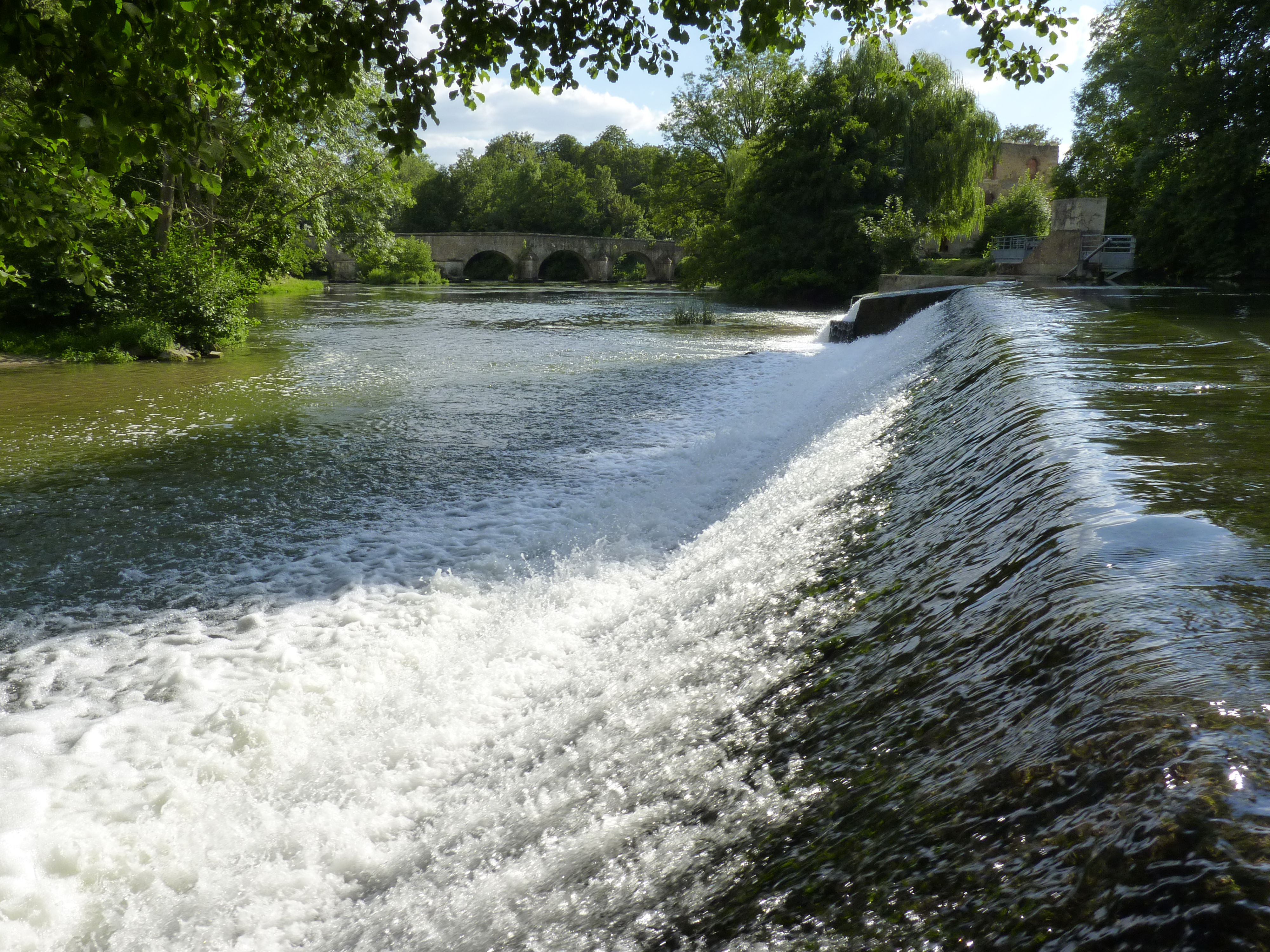
L'Huisne à Montfort-le-Gesnois.

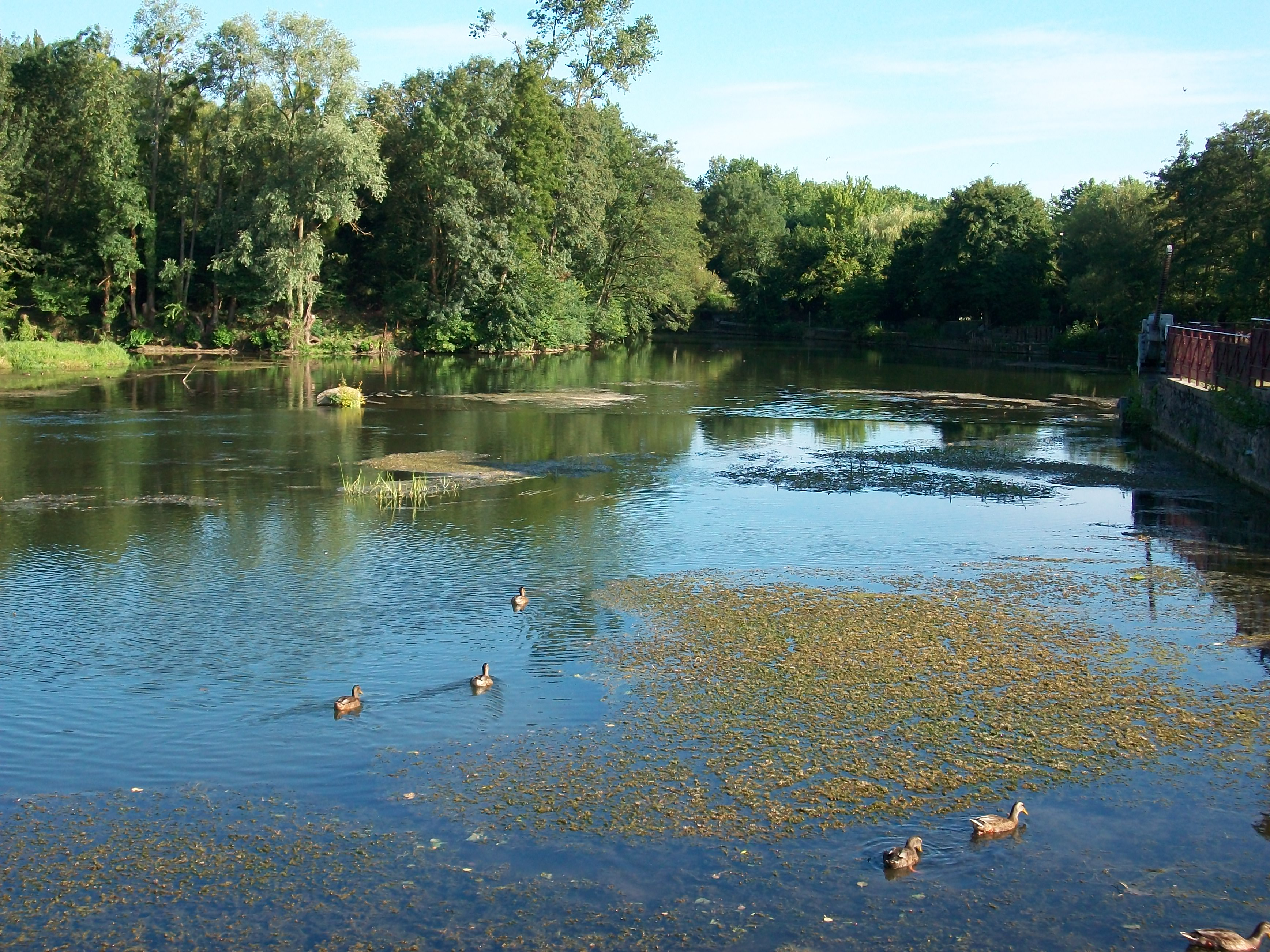
L'Huisne à l'Arche de la nature.

- La Sarthe
  - L'Ornette
  - Le Merdereau
  - La Vaudelle
  - L'Orthe
  - La Bienne, 30,2 km
  - L'Orthon, 17,9 km
  - La Longuève, 23 km
  - L'Orne saosnoise
    - La Dive, 19,4 km

  - L'Antonnière, 13,7 km
  - L'Huisne
    - La Même
    - Le Valmer, 10,4 km
    - Le Gradon, 10,6 km
    - Le Montreteaux, 13,1 km
    - La Queune, 12 km
    - La Chéronne, 15,1 km
    - Le Dué, 17,1 km
    - Le Narais, 26,2 km
    - Le Loudon, 10,5 km
    - La Vive Parence, 24,5 km
    - Le Gué Perray, 8,5 km

  - Le Roule Crottes, 15,7 km
  - Le Rhonne, 25 km
    - L'Erips, 13,6 km

  - Le Fessard, 15,4 km
  - L'Orne champenoise, 24,3 km
  - Le Préau, 5,3 km
  - Le Renom, 12,8 km
  - La Gée, 31,1 km
    - La Doucelle, 9,4 km

  - La Vézanne, 17,2 km
    - Le Riboux, 10,9 km

  - Les Deux Fonds, 14,5 km
  - La Vègre, 84,2 km
    - Le Palais, 25 km

  - La Bouchardière, 7,3 km
  - L'Erve
    - Le Treulon

  - La Vaige
  - La Taude
  - La Voutonne
  - La Vézone
    - La Vandre